# Резолюция Совета Безопасности ООН 31
Резолюция 31 Совета Безопасности ООН, принятая 25 августа 1947 года, предложила оказать помощь в мирном урегулировании индонезийской национальной революции путем создания комитета из трех членов; один будет выбран Нидерландами, один — Индонезией, а третий — двумя другими членами комитета.
Резолюция была принята восемью голосами "за", при этом Польская Народная Республика, Сирия и Советский Союз воздержались.